# لو جون
لو جون ، (متولد ۱۹ مارس ۱۹۵۹) داور فوتبال اهل چین است . او دو بازی در جام جهانی فوتبال ۲۰۰۲ در کره جنوبی و ژاپن ، یکی بین کرواسی و مکزیک در نیگاتا و دیگری بین لهستان و ایالات متحده در دائجون قضاوت داشت . او همچنین قضاوت جام جهانی فوتبال زنان در سال ۱۹۹۱ در چین ، جام کنفدراسیون ها ۲۰۰۱ در ژاپن و کره جنوبی و المپیک ۲۰۰۰ را بر عهده داشت . 
در سال ۲۰۱۰، لو به همراه دو داور دیگر به دلیل دریافت رشوه و تبانی بازی دستگیر شد . او در فوریه ۲۰۱۲ پس از اعتراف به گرفتن رشوه به ارزش بیش از ۱۲۸.۰۰۰ دلار (۸۲.۰۰۰ پوند) که نتایج هفت بازی لیگ را دگرگون کرد ، به پنج سال و نیم زندان محکوم شد. 